# You Can’t Hurry Love
«You Can’t Hurry Love» (с англ. — «Любовь нельзя торопить») — песня 1966 года группы The Supremes.
Написанная и спродюсированная командой Холланд — Дозье — Холланд, песня возглавила американский чарт Billboard Hot 100, вошла в пятерку лучших в Великобритании и в «Топ-10 австралийского чарта синглов». Шестнадцать лет спустя песня стала хитом номер один в Великобритании, когда британский певец, Фил Коллинз, записал кавер на неё. Он достиг первого места в UK Singles Chart в течение двух недель, и 10-го места в Billboard Hot 100 в том же месяце.
Billboard присвоил песне 19 место в рейтинге «100 величайших песен женской группы всех времен».

## История

### Обзор
Песня содержит строчку Моя мама сказала: Любовь нельзя торопить. Нет, тебе нужно подождать, мать говорит дочери, что она однажды найдет того особенного мужчину. Это является примером сильного влияния жанра госпел, присутствующего в ритм-энд-блюз и соул-музыке. Песня «You Can’t Hurry Love» была вдохновлена и частично основана на песне «You Can’t Hurry God», евангельской песне 1950-х годов, написанной Дороти Лав Коутс.
Песня «You Can’t Hurry Love» демонстрирует развитие группы The Supremes, которые перешли от подростковой поп-музыки к более зрелым темам и музыкальным аранжировкам. Песня была записана в одно время с «You Keep Me Hangin’ On», когда пришло время выбирать, какой сингл будет выпущен первым, отдел контроля качества выбрал «You Can’t Hurry Love».
«You Can’t Hurry Love» является визитной карточкой группы The Supremes. Сингл стал седьмым чарттоппером группы The Supremes, возглавив американский хит-парад Billboard Hot 100 в течение двух недель, с 4 по 17 сентября 1966 года, и достигнув первого места в чарте soul в течение двух недель. Группа исполнила эту песню в программе CBS Шоу Эда Салливана в воскресенье, 25 сентября 1966 года.

## Чарты
| Чарт (1966)                      | Высшая позиция |
| -------------------------------- | -------------- |
| U.S. Billboard Hot 100           | 1              |
| U.S. Billboard R&B Singles Chart | 1              |
| U.S. Cash Box Pop Singles Chart  | 1              |
| Canadian RPM 100 Singles Chart   | 3              |
| UK Singles Chart                 | 3              |
| Australian Singles Chart         | 6              |

| Чарт (1966)            | Позиция |
| ---------------------- | ------- |
| U.S. Billboard Hot 100 | 8       |
| U.S. Cash Box          | 5       |
| UK                     | 55      |

### Сертификации
| Регион               | Сертификация | Продажи |
| -------------------- | ------------ | ------- |
| Великобритания (BPI) | Золотой      | 312,000 |

## Каверы
Самая известная кавер-версия этой песни была выпущена в конце 1982 года в качестве сингла Фила Коллинза с его второго сольного альбома Hello, I Must Be Going!. Версия Коллинза достигла первого места в UK Singles Chart. Сингл был сертифицирован золотым в Великобритании.
Эта песня была записана группой The Dixie Chicks в саундтреке к фильму 1999 года Сбежавшая невеста. Их версия достигла 60-го места в чарте Hot Country Songs.
В 2014 году Бетт Мидлер записала эту песню для своего студийного альбома It's The Girls.
В 2019 году песня была спета Рафаэлем де ла Фуэнте и Элизабет Гиллис в эпизоде телесериала Династия.
В 2020 году песня была записана Эшли Мюррей в эпизоде телесериала Кэти Кин.